# Protonemura gladifera
Protonemura gladifera is een steenvlieg uit de familie beeksteenvliegen (Nemouridae). De wetenschappelijke naam van de soort is voor het eerst geldig gepubliceerd in 1950 door Balinsky.